# Phigalia clausa
Phigalia clausa là một loài bướm đêm trong họ Geometridae.